# Nikolskoje (rejon kuźniecki)
Nikolskoje (ros. Никольское) – wieś (sieło) w Rosji, w obwodzie penzeńskim, w rejonie kuźnieckim. W 2010 liczyła 1590 mieszkańców.